# Nintendo Switch 2のゲームタイトル一覧

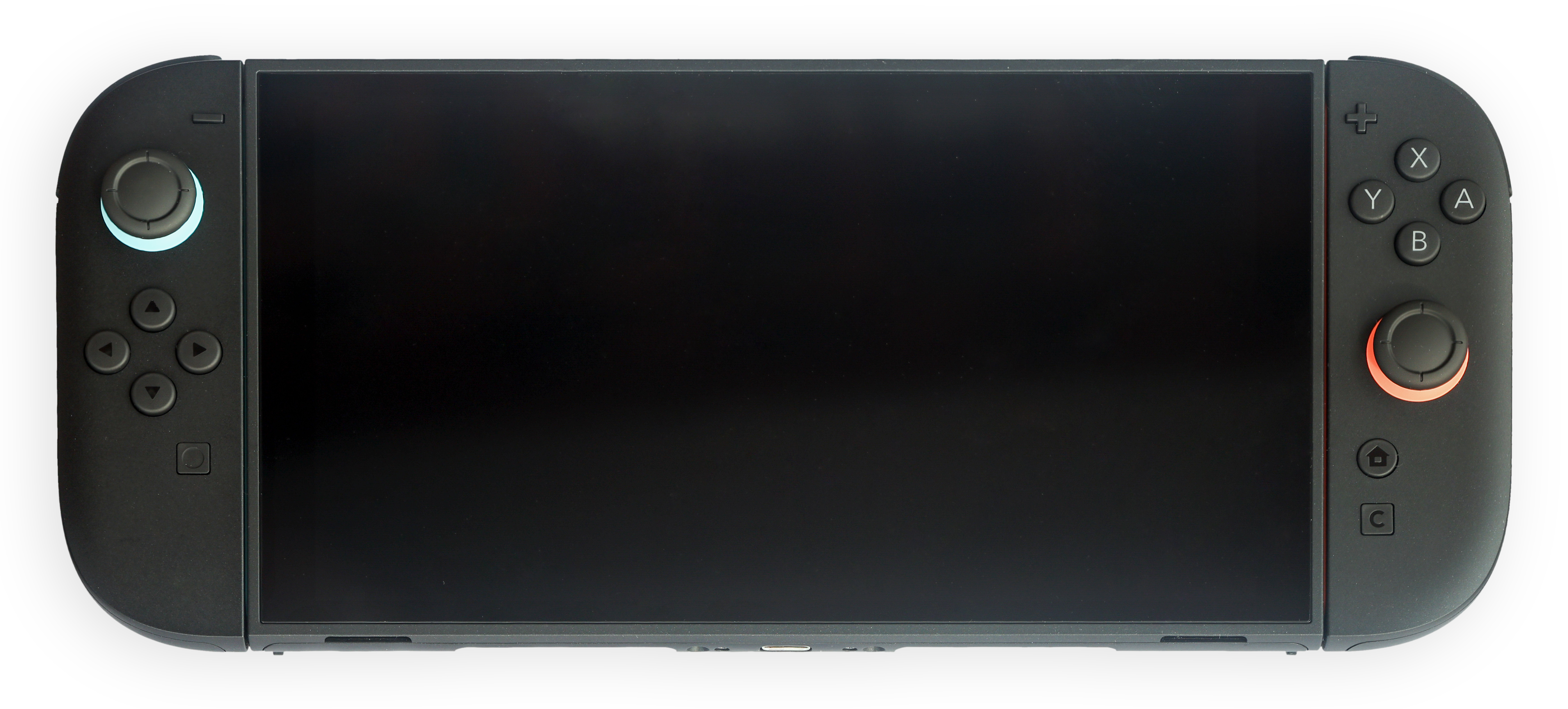
Nintendo Switch 2（携帯モード）

Nintendo Switch 2のゲームタイトル一覧（ニンテンドースイッチ ツーのゲームタイトルいちらん）では、Nintendo Switch 2対応として全世界で発売される予定のパッケージタイトルおよび配信専用タイトルを発売順に列記する。

## 特徴
2025年6月5日に発売されたNintendo Switch 2は、前世代機であるNintendo Switchから機能が強化されたほか、マウスとしても使えるJoy-Con 2やゲームチャットなど、新しい機能も追加された。また、USBカメラにも対応しており、たとえば『スーパー マリオパーティ ジャンボリー Nintendo Switch 2 Edition + ジャンボリーTV』ではプレイヤーの顔を表示させることができるほか、USBカメラにプレイヤーの身体を読み込ませ、画面の表示に合わせて身体を動かすモードが収録されている。
Nintendo Switch 2向けのパッケージタイトルの一部は、「キーカード」と呼ばれる仕組みが採用されている。この方式において、ソフトのゲームカードはデータを内包しておらず、文字通りソフトを起動するためのキー（鍵）のみが保存された状態で販売されており、データをダウンロードして初めて遊べるようになる。このため、初回起動時はインターネット接続に加えダウンロードに必要な容量を確保しておく必要がある。また、2回目以降の起動時もキーカードを本体に挿しておく必要がある。『IGN』の重田雄一はこの方式の採用の背景にはコスト削減があると分析している。
「Nintendo Switch 2 Edition」と併記されたタイトルについては、Nintendo Switch 2でプレイする際にゲーム機固有のアップデートによってグラフィックやゲームモードなどが強化される。Nintendo Switch 2 Editionの指定は、元々Nintendo Switch向けに発売された、もしくは発売予定のゲームソフトで、Nintendo Switch 2専用の「アップグレードパス」（有料）を購入することで、グラフィック性能の向上や追加DLCといった強化が施されるゲームに適用される。一部のSwitchタイトルは無料のグラフィック強化を受けるが、Nintendo Switch 2 Editionの指定は与えられない。なお、Switch 2 Editionは初代Switchでもアップグレードなしのソフトとして使用することも可能となっている。
2025年6月5日の本体発売に合わせて「Nintendo Switch 2 Edition」作品を含む複数のタイトルが発売されたほか、Nintendo Switch Online + 追加パックの加入者向けには「ニンテンドー ゲームキューブ Nintendo Classics」が提供された。
一方、アメリカ合衆国においては、発売前の段階で「本体449.99ドル、（本体同時発売タイトルの一つである）『マリオカート ワールド』は80ドルと高すぎる」といった声が任天堂に寄せられた。

## タイトル一覧
凡例
- 原則として発売日が確定したタイトルのみを列記する
- パ：●印があるタイトルはパッケージ版併売あり、このうち：
  - ■はキーカード仕様のパッケージ版
  - ▲はダウンロードコード添付のみのパッケージ版[注釈 1]
- Ed：●印があるタイトルはNintendo Switch 2 Edition指定

### 2025年
| 発売日   | 発売日   | 発売日   | タイトル                                                                                                  | 発売元                                 | CERO IARC | パ | Ed | 備考 | 脚注                 |
| 日本     | 北米     | 欧州     | タイトル                                                                                                  | 発売元                                 | CERO IARC | パ | Ed | 備考 | 脚注                 |
| -------- | -------- | -------- | --- | -------------------------------------- | --------- | -- | -- | --- | -------------------- |
| 6月5日   | 6月5日   | 6月5日   | マリオカート ワールド                                                                                     | 任天堂                                 | A         | ●  |    | ローンチタイトル。 | [ 11 ] [ 12 ]        |
| 6月5日   | 6月5日   | 6月5日   | Nintendo Switch 2 のひみつ展                                                                              | 任天堂                                 | A         |    |    | ローンチタイトル。 | [ 11 ] [ 12 ]        |
| 6月5日   | 6月5日   | 6月5日   | ゼルダの伝説 ブレス オブ ザ ワイルド                                                                      | 任天堂                                 | B         | ●  | ●  | ローンチタイトル。 スマートフォンアプリ「Zelda Notes」サービス対応 | [ 13 ] [ 14 ]        |
| 6月5日   | 6月5日   | 6月5日   | ゼルダの伝説 ティアーズ オブ ザ キングダム                                                                | 任天堂                                 | B         | ●  | ●  | ローンチタイトル。 スマートフォンアプリ「Zelda Notes」サービス対応 | [ 13 ] [ 14 ]        |
| 6月5日   | 6月5日   | 6月5日   | スプリット・フィクション                                                                                  | エレクトロニック・アーツ               | C         | ▲  |    | ローンチタイトル。 プレイ人数2人必要 パッケージ版は同年7月10日に発売 | [ 15 ] [ 16 ]        |
| 6月5日   | 6月5日   | 6月5日   | ストリートファイター6 Years 1-2 ファイターズエディション                                                  | カプコン                               | C         | ■  |    | ローンチタイトル。 | [ 11 ] [ 12 ]        |
| 6月5日   | 6月5日   | 6月5日   | 祇:Path of the Goddess                                                                                    | カプコン                               | B         | ■  |    | ローンチタイトル。 | [ 17 ] [ 12 ]        |
| 6月5日   | 6月5日   | 6月5日   | サバイバルキッズ                                                                                          | コナミデジタルエンタテインメント       | A         | ■  |    | ローンチタイトル。 | [ 11 ] [ 12 ] [ 18 ] |
| 6月5日   |          |          | シャインポスト Be Your アイドル!                                                                          | コナミデジタルエンタテインメント       | B         | ■  |    | ローンチタイトル。 | [ 4 ]                |
| 6月5日   | 6月5日   | 6月5日   | 幻想水滸伝 I&II HDリマスター 門の紋章戦争 / デュナン統一戦争                                              | コナミデジタルエンタテインメント       | C         | ■  |    | ローンチタイトル。 『幻想水滸伝』および『幻想水滸伝II』のリマスター版 | [ 19 ] [ 12 ]        |
| 6月5日   | 6月5日   |          | 信長の野望・新生 with パワーアップキット Complete Edition Nobunaga's Ambition: Awakening Complete Edition | コーエーテクモゲームス                 | A         | ■  |    | ローンチタイトル。 | [ 11 ] [ 12 ]        |
| 6月5日   | 6月5日   | 6月5日   | ブレイブリーデフォルト フライングフェアリー HDリマスター                                                  | スクウェア・エニックス                 | C         | ■  |    | ローンチタイトル。 | [ 11 ] [ 12 ]        |
| 6月5日   | 6月5日   | 6月5日   | ぷよぷよテトリス2S                                                                                        | セガ                                   | A         | ■  |    | ローンチタイトル。 | [ 11 ] [ 12 ]        |
| 6月5日   | 6月5日   | 6月5日   | 龍が如く0 誓いの場所 Director's Cut Yakuza 0: Director's Cut                                              | セガ                                   | D         | ■  |    | ローンチタイトル。 | [ 11 ] [ 12 ]        |
| 6月5日   | 6月5日   | 6月5日   | ソニック × シャドウ ジェネレーションズ                                                                    | セガ                                   | A         | ■  |    | ローンチタイトル。 | [ 20 ] [ 12 ]        |
| 6月5日   | 6月5日   | 6月5日   | シドマイヤーズ シヴィライゼーションVII                                                                    | テイクツー・インタラクティブ・ジャパン | B         |    | ●  | ローンチタイトル。 | [ 21 ] [ 12 ]        |
| 6月5日   | 6月5日   | 6月5日   | DELTARUNE                                                                                                 | ハチノヨン                             | B         |    |    | ローンチタイトル。 『UNDERTALE』のパラレルストーリーを描いた姉妹作で、チャプター1から4が収録されており、チャプター5以降は無料アップデートで追加予定。                       | [ 22 ] [ 12 ]        |
| 6月5日   | 6月5日   | 6月5日   | 龍の国 ルーンファクトリー Rune Factory: Guardians of Azuma                                                | マーベラス                             | C         | ●  | ●  | ローンチタイトル。 | [ 23 ] [ 12 ]        |
| 6月5日   | 6月5日   | 6月5日   | ファンタジーライフi グルグルの竜と時をぬすむ少女 Fantasy Life i: The Girl Who Steals Time                 | レベルファイブ                         | A         | ●  | ●  | ローンチタイトル。 パッケージ版は同年8月7日に発売 | [ 24 ] [ 12 ] [ 25 ] |
| 6月5日   | 6月5日   | 6月5日   | サイバーパンク2077 アルティメットエディション                                                             | CD Projekt スパイク・チュンソフト      | Z         | ●  |    | ローンチタイトル。 | [ 26 ] [ 12 ]        |
| 6月5日   | 6月5日   | 6月5日   | フォートナイト                                                                                            | Epic Games                             | 12+       |    |    | ローンチタイトル。 オンライン専用、基本プレイ無料 | [ 11 ] [ 12 ]        |
| 6月5日   | 6月5日   | 6月5日   | No Man's Sky                                                                                              | Hello Games                            | B         |    | ●  | ローンチタイトル。 | [ 27 ]               |
| 6月5日   | 6月5日   | 6月5日   | Hitman World of Assassination - Signature Edition                                                         | IO Interactive H2 INTERACTIVE          | Z         | ■  |    | ローンチタイトル。 パッケージ版は同年6月26日に発売 | [ 1 ]                |
| 6月5日   | 6月5日   | 6月5日   | Fast Fusion                                                                                               | Shin'en Multimedia                     | 3+        |    |    | ローンチタイトル。 | [ 11 ]               |
| 6月5日   | 6月5日   | 6月5日   | ホグワーツ・レガシー                                                                                      | WB Games                               | C         | ■  |    | ローンチタイトル。 | [ 28 ] [ 29 ]        |
| 6月19日  | 6月19日  | 6月19日  | RAIDOU Remastered: 超力兵団奇譚 Raidou Remastered: The Mystery of the Soulless Army                       | アトラス                               | C         | ■  |    | PS2用ソフト『デビルサマナー 葛葉ライドウ 対 超力兵団』のHDリマスター版 | [ 30 ] [ 12 ]        |
| 6月26日  | 6月27日  | 6月27日  | たまごっちのプチプチおみせっち おまちど〜さま! Tamagotchi Plaza                                           | バンダイナムコエンターテインメント     | A         | ●  | ●  | | [ 31 ] [ 32 ] [ 33 ] |
| 7月11日  | 7月11日  | 7月11日  | トニー・ホーク プロ・スケーター 3+4                                                                       | Activision                             | 12+       |    |    | 『トニー・ホーク プロスケーター3』および『トニー・ホーク プロスケーター4』のリメイク作品。                                                                                  |                      |
| 7月17日  | 7月18日  | 7月18日  | Shadow Labyrinth                                                                                          | バンダイナムコエンターテインメント     | B         | ▲  | ●  | | [ 34 ] [ 35 ] [ 12 ] |
| 7月17日  | 7月17日  | 7月17日  | ドンキーコング バナンザ                                                                                   | 任天堂                                 | A         | ●  |    | | [ 11 ] [ 12 ]        |
| 7月23日  | 7月23日  | 7月23日  | WWE 2K25                                                                                                  | テイクツー・インタラクティブ・ジャパン | C         |    |    | 日本語非対応 | [ 36 ]               |
| 7月24日  | 7月24日  | 7月24日  | スーパー マリオパーティ ジャンボリー                                                                      | 任天堂                                 | A         | ●  | ●  | 新ゲームモード「ジャンボリーTV」を追加収録。 カメラプレイで遊ぶためにUSBカメラ必要                                                                                          | [ 13 ] [ 14 ] [ 2 ]  |
| 7月25日  | 7月25日  | 7月25日  | WILD HEARTS S                                                                                             | コーエーテクモゲームス                 | C         | ■  |    | | [ 37 ] [ 12 ]        |
| 7月25日  | 7月25日  | 7月25日  | 伊達鍵は眠らない - From AI: ソムニウムファイル No Sleep for Kaname Date - From AI: The Somnium Files      | スパイク・チュンソフト                 | C         | ■  |    | 『AI: ソムニウム ファイル』のスピンオフ作品。 | [ 38 ] [ 12 ]        |
| 7月31日  | 7月31日  | 7月31日  | Dear me, I was...                                                                                         | アークシステムワークス                 | 3+        |    |    | | [ 39 ]               |
| 7月31日  | 7月31日  | 7月31日  | Handy Hockey                                                                                              | アイ・ティー・エル                     | 3+        |    |    | ニンテンドーDSiウェアとして発売された同タイトルの移植版 |                      |
| 7月31日  | 7月31日  | 7月31日  | チルっと焚き火ソン Chillin' by the Fire                                                                   | オインクゲームズ                       | A         |    |    | | [ 40 ]               |
| 7月31日  | 7月31日  | 7月31日  | ロマンシング サガ2 リベンジオブザセブン                                                                   | スクウェア・エニックス                 | C         |    | ●  | スーパーファミコン用ソフト『ロマンシング サ・ガ2』のリメイク作品。 | [ 41 ]               |
| 7月31日  | 7月31日  |          | イースX -Proud NORDICS-                                                                                   | 日本ファルコム                         | C         | ■  |    | ゲーム本編に加え、新規シナリオや新ステージなどを追加収録。 | [ 42 ] [ 12 ]        |
| 8月6日   | 8月6日   | 8月6日   | エーペックスレジェンズ                                                                                    | エレクトロニック・アーツ               | D         |    |    | | [ 43 ]               |
| 8月7日   |          |          | 違う星のぼくら                                                                                            | 講談社                                 | 7+        |    |    | オンライン接続およびプレイ人数2人必要、他機種間でのクロスプレイ対応 | [ 44 ]               |
| 8月14日  | 8月14日  | 8月14日  | Drag x Drive                                                                                              | 任天堂                                 | A         |    |    | オンライン推奨、携帯モード非対応 2025年8月9日から11日にかけて無料でプレイ可能な『オンライン体験会 Global Jam』を開催                                                        | [ 46 ]               |
| 8月15日  | 8月14日  | 8月14日  | EA SPORTS Madden NFL 26                                                                                   | エレクトロニック・アーツ               | A         |    |    | 日本語非対応 | [ 47 ] [ 12 ]        |
| 8月28日  | 8月27日  | 8月27日  | 牧場物語 Let's風のグランドバザール Story of Seasons: Grand Bazaar                                         | マーベラス                             | A         | ●  | ●  | | [ 48 ] [ 12 ]        |
| 8月28日  | 8月28日  | 8月28日  | 星のカービィ ディスカバリー Kirby and the Forgotten Land: Nintendo Switch 2 Edition + Star-Crossed World  | 任天堂                                 | A         | ●  | ●  | 新ストーリーモード「スターリーワールド」を追加収録。 | [ 13 ] [ 14 ] [ 12 ] |
| 8月29日  | 8月29日  |          | 8番出口                                                                                                   | PLAYISM                                | 12+       |    | ●  | | [ 49 ]               |
| 9月4日   | 9月4日   | 9月4日   | スター・ウォーズ 無法者たち                                                                               | ユービーアイソフト                     | C         | ■  |    | | [ 50 ] [ 12 ]        |
| 9月5日   | 9月5日   | 9月5日   | Cronos: The New Dawn                                                                                      | Bloober Team                           | 16+       |    |    | | [ 51 ]               |
| 9月5日   | 9月5日   | 9月5日   | NBA 2K26                                                                                                  | テイクツー・インタラクティブ・ジャパン | A         | ■  |    | | [ 52 ]               |
| 9月5日   | 9月5日   | 9月5日   | DAEMON X MACHINA TITANIC SCION                                                                            | マーベラス                             | C         | ■  |    | 『DAEMON X MACHINA』の続編 | [ 53 ] [ 12 ]        |
| 9月25日  | 9月25日  | 9月25日  | パックマンワールド2 リ・パック                                                                            | バンダイナムコエンターテインメント     | A         |    |    | PlayStation 2用ソフト『パックマンワールド2』のフルリメイク作品。 | [ 54 ]               |
| 9月26日  | 9月26日  | 9月26日  | EA Sports FC 26                                                                                           | エレクトロニック・アーツ               | A         | ●  |    | | [ 55 ]               |
| 9月30日  | 9月30日  | 9月30日  | ファイナルファンタジータクティクス - イヴァリース クロニクルズ                                            | スクウェア・エニックス                 | C         | ▲  | ●  | PlayStation用ソフト『ファイナルファンタジータクティクス』のリマスター版 パッケージ版は「デラックスエディション」のみの販売                                                  | [ 56 ] [ 12 ]        |
| 10月3日  | 10月3日  | 10月3日  | Borderlands 4                                                                                             | テイクツー・インタラクティブ・ジャパン | Z         | ■  |    | | [ 57 ]               |
| 10月10日 | 10月10日 | 10月10日 | リトルナイトメア3                                                                                         | バンダイナムコエンターテインメント     | D         | ■  |    | | [ 58 ]               |
| 10月16日 | 10月16日 | 10月16日 | Pokémon LEGENDS Z-A                                                                                       | ポケモン                               | A         | ●  | ●  | | [ 59 ]               |
| 10月23日 | 10月23日 | 10月23日 | ペルソナ3 リロード                                                                                        | アトラス                               | C         | ■  |    | | [ 60 ]               |
| 10月23日 | 10月23日 | 10月23日 | ゼンシンマシンガール                                                                                      | ディースリー・パブリッシャー           | D         | ■  |    | | [ 61 ]               |
| 10月30日 | 10月30日 | 10月30日 | 魔女ガミ-The Witch of Luludidea-                                                                          | インティ・クリエイツ                   | 審査予定  | ●  |    | 限定版あり | [ 62 ]               |
| 10月30日 | 10月30日 | 10月30日 | ドラゴンクエストI&II                                                                                      | スクウェア・エニックス                 | B         | ■  |    | ファミコン用ソフト『ドラゴンクエスト』および第2作『ドラゴンクエストII 悪霊の神々』のリメイク作品                                                                            | [ 63 ] [ 12 ]        |
| 11月13日 | 11月13日 | 11月13日 | ライザのアトリエ 〜常闇の女王と秘密の隠れ家〜 DX                                                          | コーエーテクモゲームス                 | C         |    |    | 同社より発売済みの『ライザのアトリエ（秘密）シリーズ』3作品に様々な新規要素を追加収録した作品。 全3作品をセット収録した『ライザのアトリエ 〜秘密トリロジー〜 DX』も同日配信 | [ 64 ]               |
| 11月13日 | 11月13日 | 11月13日 | ライザのアトリエ2 〜失われた伝承と秘密の妖精〜 DX                                                         | コーエーテクモゲームス                 | C         |    |    | 同社より発売済みの『ライザのアトリエ（秘密）シリーズ』3作品に様々な新規要素を追加収録した作品。 全3作品をセット収録した『ライザのアトリエ 〜秘密トリロジー〜 DX』も同日配信 | [ 64 ]               |
| 11月13日 | 11月13日 | 11月13日 | ライザのアトリエ3 〜終わりの錬金術士と秘密の鍵〜 DX                                                       | コーエーテクモゲームス                 | C         |    |    | 同社より発売済みの『ライザのアトリエ（秘密）シリーズ』3作品に様々な新規要素を追加収録した作品。 全3作品をセット収録した『ライザのアトリエ 〜秘密トリロジー〜 DX』も同日配信 | [ 64 ]               |
| 11月13日 |          |          | 桃太郎電鉄2 〜あなたの町も きっとある〜                                                                   | コナミデジタルエンタテインメント       | A         | ●  | ●  | 『東日本編』および『西日本編』を同梱。 | [ 65 ]               |
| 11月13日 | 11月13日 | 11月13日 | 龍が如く 極                                                                                               | セガ                                   | D         | ■  |    | | [ 60 ]               |
| 11月13日 | 11月13日 | 11月13日 | 龍が如く 極2                                                                                              | セガ                                   | D         | ■  |    | | [ 60 ]               |
| 11月13日 | 11月13日 | 11月13日 | ドラゴンボール Sparking! ZERO                                                                             | バンダイナムコエンターテインメント     | A         | ■  |    | | [ 66 ]               |
| 11月14日 | 11月13日 | 11月13日 | イナズマイレブン 英雄たちのヴィクトリーロード Inazuma Eleven: Victory Road                                | レベルファイブ                         | 12+       |    | ●  | 他機種間でのクロスプレイ対応 変更前の配信予定日は8月22日 | [ 67 ] [ 68 ]        |
| 12月4日  |          |          | オクトパストラベラー0                                                                                     | スクウェア・エニックス                 | C         | ■  |    | | [ 69 ]               |

### 2026年
| 発売日  | 発売日 | 発売日 | タイトル     | 発売元             | CERO IARC | パ | Ed | 備考 | 脚注   |
| 日本    | 北米   | 欧州   | タイトル     | 発売元             | CERO IARC | パ | Ed | 備考 | 脚注   |
| ------- | ------ | ------ | ------------ | ------------------ | --------- | -- | -- | ---- | ------ |
| 7月30日 |        |        | ほの暮しの庭 | 日本一ソフトウェア | 審査予定  | ■  |    |      | [ 70 ] |